# 埃夫尔 (默兹省)
埃夫尔（法語：Èvres，法語發音：[ɛvʁ]）是法国默兹省的一个市镇，属于巴勒迪克区。

## 地理
埃夫尔（48°58'58"N, 5°7'26"E）面积11.65 平方千米，位于法国大東部大區默兹省，该省份为法国西北部内陆省份，北与比利时接壤，西接马恩省和阿登省，南至上马恩省和孚日省，东临默尔特-摩泽尔省。
与埃夫尔接壤的市镇（或旧市镇、城区）包括：塔巴河畔富科库尔、尼贝库尔、阿戈讷地区普雷、阿戈讷地区瑟伊、沃布库尔。

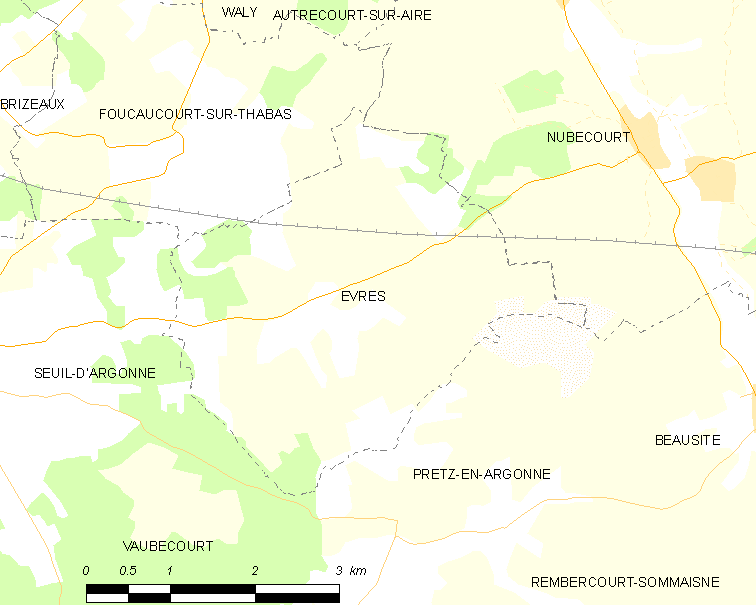
的OSM定位图

埃夫尔的时区为UTC+01:00、UTC+02:00（夏令时）。

## 行政
埃夫尔的邮政编码为55250，INSEE市镇编码为55185。

## 政治
埃夫尔所属的省级选区为默兹河畔迪约县。

## 人口

1962-2008年间人口变化图示

埃夫尔于2022年1月1日时的人口数量为89人。